# 岡田武史
岡田武史（1956年8月25日—），已退役日本足球運動員，前日本國家足球隊成員，曾經是中超球隊杭州綠城的主教練，前任日本國家足球隊主教練。

## 球員生涯
小时候的冈田武史梦想成为一名棒球运动员。但到了中学后，冈田武史却发现自己不太适合棒球部，这才转投足球。
冈田武史的家境很好，大学还没毕业就和球迷妻子结婚。他曾就读日本早稻田大学政治经济学专业，冈田的同班同学中最有名的就是前日本首相野田佳彦。大学毕业后，冈田收到了TBS电视台的录取通知书。但最终他没能成为记者。
冈田武史的球员时代效力千叶电工，作为后卫球员，冈田武史在189场联赛中打进9球，曾经在1980年至1985年代表国家队出场24次打进1球。

## 教练生涯
岡田武史在退役后留在古河电工，担任球队的助理教练。1995年成为日本国家足球队助理教练，1997年10月，日本队在1998年世界杯亚洲区预选赛中成绩不佳，主教练加茂周辞职，岡田武史第一次担任球队主教练，率领球队在预选赛中客场击败韩国，获得附加赛参赛资格，在附加赛中日本队凭借岡野雅行的金球淘汰伊朗，首次晋级世界杯决赛圈，但在1998年世界杯小组赛中，日本3战皆负，仅在1-2不敌牙买加的比赛中由中山雅史打进一球。冈田武史也因此辞职。
1999年，岡田武史接受刚降入日乙联赛的札幌冈萨多的邀请担任球队主教练。札幌冈萨多提出的赛季目标是在一个赛季内升回日职，但球队最终只以第五名完成1999年赛季。
2000年，在球队引进播户龙二等球员后，岡田武史终于率领球队力压浦和红钻，以日乙联赛冠军的成绩升级。2001年赛季，岡田武史率领球队保级成功后辞职。2002年，他接受NHK的邀请，担任2002年世界杯的解说嘉宾。
2003年，岡田武史开始执教日职联赛球队横滨水手，在他执教的前两个赛季，横滨水手出色，两度获得日职联赛冠军。
在2005年赛季横滨水手的战绩不佳，仅获得联赛第9名。岡田武史也开始受到质疑。虽然在2006年赛季前四轮获得的四连胜暂时保住了帅位，但之后横滨水手的成绩不佳，联赛第19轮横滨水手主场1-2不敌大宫松鼠连续九轮不胜，赛后岡田武史提出辞职。8月24日，岡田武史正式结束他在横滨水手三年半的执教生涯。
2007年11月，日本国家队主教练伊维卡·奥西姆因脑梗塞入院抢救，岡田武史再次接替奥西姆成为国家队主教练。在2010年世界杯预选赛中，岡田武史率领的日本队表现出色，成为除东道主南非外，第一支晋级决赛圈的球队。但在2010年东亚足球锦标赛，主场作战的日本队仅获得第三名。赛后日本足球协会对冈田武史提出了严重警告，而民意调查显示有大约88％的日本球迷认为岡田武史应该被替换。4月份友谊赛0-3不敌塞尔维亚后，日本球迷掀起了反岡田运动，有上千人联合签名向日本足协请愿，要求岡田武史离职。而在世界杯开赛前的友谊赛中，日本队获得四连败，其中包括0-2完败给韩国，岡田武史遭遇执教生涯的最大危机。但日本足协选择依然支持岡田武史。在2010年世界杯日本队表现出色，小组赛击败喀麦隆和丹麦，获得小组出线权。在十六强淘汰赛中到点球决战才被巴拉圭淘汰出局，但第九名已经是日本国家队征战世界杯的历史最好成绩，在和巴拉圭的比赛之前，岡田武史已经宣布在世界杯之后辞职。虽然受到日本国家队在世界杯的表现获得国内的赞誉，但岡田武史还是选择辞职。
2010年7月，冈田武史在日本足球协会会长小仓纯二的推荐下，开始担任日本足协理事。12月，他当选亚足联2010年度最佳教练，成为继桑原隆（1998年）、西野朗（2008年）之后第三名获得此奖项的日本人。
2011年10月，中国国家体育总局和中国足协组团去日本考察时，冈田武史向考察团表示希望来华执教中超球队。考察团回国后，中国足协特地将这名日本教练推荐给多支中超球队，正在寻找主教练的杭州绿城与冈田武史接触后被中国和日本媒体报导。2011年12月14日，冈田武史正式和中超球队杭州绿城签约，成为首位执教中国职业足球联赛的日本籍主教练，冈田武史来到杭州后，提拔大量的年轻球员，虽然杭州绿城在2012年赛季的成绩仅在降级区中，但他的执教理念还是得到很多人的赞赏。
2012年12月18日，中超杭州绿城队召开新闻发布会，正式宣布续约日本籍主帅冈田武史两年。2013赛季，冈田宣布球队的目标是要拿到50个积分，进50球，不过最终杭州绿城直到倒数第二轮才保级成功。
2013年11月5日，杭州绿城官网宣布，因为家庭原因，日本籍主帅冈田武史将离职，不再担任杭州绿城队主教练一职。11月18日，绿城俱乐部的几位高层和冈田武史进行了沟通，双方对今后的青训合作进行了多方面的探讨。20日，冈田武史正式卸任。

## 獎項

### 個人
- 日本足球聯賽冠軍：1986年
- 亞洲俱樂部錦標賽：1986年

### 執教生涯
- 日本職業足球聯賽冠軍：2003年、2004年
- 日本職業足球乙級聯賽冠軍：2000年
- 日本職業足球聯賽最佳教練：2003年，2004年
- 亞足聯年度最佳教練：2010年